# Palpopleura
Palpopleura ist eine aus sieben Arten bestehende Libellengattung der Unterfamilie Palpopleurinae und wurde 1842 von Jules Pierre Rambur eingerichtet. Das Verbreitungsgebiet erstreckt sich hauptsächlich in Afrika sowie für jeweils eine Art in Madagaskar und Südasien.

## Merkmale
Palpopleura-Arten sind klein, wobei ihre Hinterflügel zwischen 15 und 29 Millimeter messen. Auch ihr Hinterleib (Abdomen) ist kurz dafür aber breit. Seine Musterung ist bei jungen Tieren charakteristisch und besteht aus drei schwarzen und vier gelben Streifen. Mit dem Alterungsprozess legt sich darüber ein staubschichtartiger Belag. Ein weiteres charakteristisches Merkmal ist die wellige Form des basalen Teils der Vorderflügelcostalader.

## Systematik
Die Gattung wurde erstmals 1842 anhand Palpopleura vestita durch Rambur eingerichtet.
Folgende Arten gehören zur Gattung Palpopleura:
- Palpopleura albifrons
- Palpopleura deceptor
- Palpopleura jucunda
- Palpopleura lucia
- Palpopleura portia
- Palpopleura sexmaculata
- Palpopleura vestita